# Lovnidol, Gabrovo
Lovnidol (în bulgară Ловнидол) este un sat în comuna Sevlievo, regiunea Gabrovo,  Bulgaria. 

## Demografie
Componența etnică a satului Lovnidol
     Bulgari (80,81%)
     Nicio identificare (17,92%)
     Altele (1,25%)
La recensământul din 2011, populația satului Lovnidol era de 318 locuitori. Din punct de vedere etnic, majoritatea locuitorilor (80,81%) erau bulgari. Pentru 17,92% din locuitori nu este cunoscută apartenența etnică.